# الطليعة (جريدة كويتية)
جريدة الطليعة هي جريدة أسبوعية كويتية   من اوئل الصحافة المعارضة في الخليج العربي.
صدر العدد الأول في 13 يوليو 1962.
كانت تصدر كمجلة أسبوعية ثم تحولت إلى جريدة أسبوعية تسعى لتكريس النهج الديمقراطي في الحكم المحلي وتحمل هموم الإنسان العربي
أينما كان محاولة التعبير عنها بالكلمة الحرة والصريحة.
رئيس التحرير: عبد الله محمد النيباري

## روابط خارجية
الموقع الرسمي